# USA Basketball
La USA Basketball è l'organizzazione che gestisce la pallacanestro negli Stati Uniti d'America. La federazione, responsabile fra gli altri delle squadre nazionali degli USA, è affiliata alla FIBA Americas.

## Storia
Gli Stati Uniti entrarono a far parte della FIBA nel 1934, rappresentati da un'associazione allora denominata Amateur Athletic Union. Nel 1974 la AAU andò a formare, nella fusione con numerose altre organizzazioni cestistiche americane, la Amateur Basketball Federation of the United States of America (ABAUSA); rinominata il 12 ottobre 1989 con l'attuale USA Basketball, questa è tuttora la federazione nazionale di pallacanestro degli Stati Uniti.

## Le squadre olimpiche
La USA Basketball ricopre da sempre l'incarico di decidere le convocazioni dei giocatori per le nazionali da far partecipare ai tornei olimpici di pallacanestro. Tali formazioni, fino all'edizione olimpica di Seoul 1988, erano esclusivamente composte da giocatori di college, e quindi non professionisti; dal 1992 in poi, l'anno del favoloso Dream Team, gli USA hanno iniziato a portare in squadra soprattutto giocatori professionisti, scelti fra i migliori atleti del campionato NBA. Gli attuali criteri di selezione adottati dalla federazione prevedono che i 12 giocatori convocati vengano scelti in base ai risultati della stagione NBA appena trascorsa, tramite la votazione di una commissione apposita costituita da 9 membri (7 inviati della NBA e 2 rappresentanti degli atleti della USA Basketball).

## Organizzazione interna
- Chairman: Jerry Colangelo (NBA)
- Rappresentanti degli atleti: Chauncey Billups, Katie Smith
- Rappresentanti delle consociate: Kim Bohuny (NBA), Jim Carr (NHFS), Dan Gavitt (NCAA), Mark Lewis (NCAA), Chris Plonsky (NCAA), Mark Tatum (NBA).